# Bonifacio Palacios Martín
Bonifacio Palacios Martín (Pueblica de Valverde, 25 de diciembre de 1933–Madrid, 31 de marzo de 2015) fue un medievalista español.

## Biografía
Bonifacio Palacios nació en Pueblica de Valverde, localidad de la provincia de Zamora. Cursó sus estudios de Historia en la Universidad de Zaragoza, donde se licenció con premio extraordinario. Seguidamente fue becado por el Consejo Superior de Investigaciones Científicas con destino en Zaragoza y Madrid. Ingresó en el Cuerpo Facultativo de Archivos y Bibliotecas en 1969,  aunque no llegó a ejercer. Obtuvo el doctorado con una tesis titulada Los ritos de coronación de los reyes de Aragón, bajo la dirección del profesor José María Lacarra (en 1973), con la que obtuvo también premio extraordinario, siendo publicada en 1975 en Valencia, como La coronación de los reyes de Aragón 1204-1420. Aportación al estudio de las estructuras políticas medievales.
Inició su actividad docente como profesor adjunto de Historia Medieval en la Universidad Autónoma de Madrid desde la que pasó a ocupar plaza de agregado en la de Zaragoza a partir de 1979 y catedrático en la de Extremadura en 1981, donde fue decano de la Facultad de Filosofía y  Letras, incorporándose a la Universidad Complutense de Madrid en 1988 hasta su jubilación en 2004.
Su extensa y variada producción bibliográfica atendió principalmente al estudio de los símbolos y ceremonias de la monarquía aragonesa, así como a la consideración de algunas de sus instituciones, tanto en el ámbito de la administración central como local. Destaca en este terreno su estudio  para la edición de las Ordinacions de  Pedro  IV  el  Ceremonioso. En los últimos años de su actividad investigadora encabezó un ambicioso proyecto de edición de la documentación de la Orden de Alcántara, en el que participó un extenso grupo de investigadores, y que dio como resultado la obra Colección diplomática medieval de la orden de Alcántara (¿1157?-1494). Otras de sus obras fueron El tesoro real de la Corona aragonesa y su función económica: época de formación (1979), La práctica del juramento y el desarrollo constitucional aragonés hasta Jaime I (1979) y El libro de la genealogía de los reyes de España (1995).